# Grand Prix Turcji 2021
Grand Prix Turcji 2021, oficjalnie Formula 1 Rolex Turkish Grand Prix – szesnasta runda Mistrzostw Świata Formuły 1 w sezonie 2021. Grand Prix odbyło się w dniach 8–10 października 2021 na torze Intercity İstanbul Park w Stambule. Wyścig wygrał po starcie z pole position Valtteri Bottas (Mercedes), a na podium kolejno stanęli obaj kierowcy Red Bulla – Max Verstappen oraz Sergio Pérez.

## Lista startowa
| Nr          | Kierowca           | Zespół                                  | Samochód                          | Silnik                      | Opony |
| ----------- | ------------------ | --------------------------------------- | --------------------------------- | --------------------------- | ----- |
| 3           | Daniel Ricciardo   | McLaren F1 Team                         | McLaren MCL35M                    | Mercedes-AMG F1 M12 1,6 V6T | P     |
| 4           | Lando Norris       | McLaren F1 Team                         | McLaren MCL35M                    | Mercedes-AMG F1 M12 1,6 V6T | P     |
| 5           | Sebastian Vettel   | Aston Martin Cognizant Formula One Team | Aston Martin AMR21                | Mercedes-AMG F1 M12 1,6 V6T | P     |
| 6           | Nicholas Latifi    | Williams Racing                         | Williams FW43B                    | Mercedes-AMG F1 M12 1,6 V6T | P     |
| 7           | Kimi Räikkönen     | Alfa Romeo Racing ORLEN                 | Alfa Romeo C41                    | Ferrari 065/6 1,6 V6T       | P     |
| 9           | Nikita Mazepin     | Uralkali Haas F1 Team                   | Haas VF-21                        | Ferrari 065/6 1,6 V6T       | P     |
| 10          | Pierre Gasly       | Scuderia AlphaTauri Honda               | AlphaTauri AT02                   | Honda RA621H 1,6 V6T        | P     |
| 11          | Sergio Pérez       | Red Bull Racing Honda                   | Red Bull RB16B                    | Honda RA621H 1,6 V6T        | P     |
| 14          | Fernando Alonso    | Alpine F1 Team                          | Alpine A521                       | Renault E-Tech 20B 1,6 V6T  | P     |
| 16          | Charles Leclerc    | Scuderia Ferrari Mission Winnow         | Ferrari SF21                      | Ferrari 065/6 1,6 V6T       | P     |
| 18          | Lance Stroll       | Aston Martin Cognizant Formula One Team | Aston Martin AMR21                | Mercedes-AMG F1 M12 1,6 V6T | P     |
| 22          | Yūki Tsunoda       | Scuderia AlphaTauri Honda               | AlphaTauri AT02                   | Honda RA621H 1,6 V6T        | P     |
| 31          | Esteban Ocon       | Alpine F1 Team                          | Alpine A521                       | Renault E-Tech 20B 1,6 V6T  | P     |
| 33          | Max Verstappen     | Red Bull Racing Honda                   | Red Bull RB16B                    | Honda RA621H 1,6 V6T        | P     |
| 44          | Lewis Hamilton     | Mercedes-AMG Petronas Formula One Team  | Mercedes-AMG F1 W12 E Performance | Mercedes-AMG F1 M12 1,6 V6T | P     |
| 47          | Mick Schumacher    | Uralkali Haas F1 Team                   | Haas VF-21                        | Ferrari 065/6 1,6 V6T       | P     |
| 55          | Carlos Sainz Jr.   | Scuderia Ferrari Mission Winnow         | Ferrari SF21                      | Ferrari 065/6 1,6 V6T       | P     |
| 63          | George Russell     | Williams Racing                         | Williams FW43B                    | Mercedes-AMG F1 M12 1,6 V6T | P     |
| 77          | Valtteri Bottas    | Mercedes-AMG Petronas Formula One Team  | Mercedes-AMG F1 W12 E Performance | Mercedes-AMG F1 M12 1,6 V6T | P     |
| 99          | Antonio Giovinazzi | Alfa Romeo Racing ORLEN                 | Alfa Romeo C41                    | Ferrari 065/6 1,6 V6T       | P     |
| Źródło: FIA |                    |                                         |                                   |                             |       |

## Wyniki

### Zwycięzcy sesji treningowych
| Sesja       | Nr | Kierowca       | Konstruktor | Czas     | Okr. |
| ----------- | -- | -------------- | ----------- | -------- | ---- |
| 1           | 44 | Lewis Hamilton | Mercedes    | 1:24,178 | 26   |
| 2           | 44 | Lewis Hamilton | Mercedes    | 1:23,804 | 30   |
| 3           | 10 | Pierre Gasly   | AlphaTauri  | 1:30,447 | 19   |
| Źródło: FIA |    |                |             |          |      |

### Kwalifikacje
| P                    | Nr | Kierowca           | Konstruktor           | Czasy w kwalifikacjach | Czasy w kwalifikacjach | Czasy w kwalifikacjach | Poz. s. |
| P                    | Nr | Kierowca           | Konstruktor           | Q1                     | Q2                     | Q3                     | Poz. s. |
| -------------------- | -- | ------------------ | --------------------- | ---------------------- | ---------------------- | ---------------------- | ------- |
| 1                    | 44 | Lewis Hamilton     | Mercedes              | 1:24,585               | 1:23,082               | 1:22,868               | 11      |
| 2                    | 77 | Valtteri Bottas    | Mercedes              | 1:25,047               | 1:23,579               | 1:22,998               | 1       |
| 3                    | 33 | Max Verstappen     | Red Bull Racing-Honda | 1:24,592               | 1:23,732               | 1:23,196               | 2       |
| 4                    | 16 | Charles Leclerc    | Ferrari               | 1:24,869               | 1:24,015               | 1:23,265               | 3       |
| 5                    | 10 | Pierre Gasly       | AlphaTauri-Honda      | 1:24,704               | 1:23,817               | 1:23,326               | 4       |
| 6                    | 14 | Fernando Alonso    | Alpine-Renault        | 1:25,174               | 1:23,914               | 1:23,477               | 5       |
| 7                    | 11 | Sergio Pérez       | Red Bull Racing-Honda | 1:24,963               | 1:23,961               | 1:23,706               | 6       |
| 8                    | 4  | Lando Norris       | McLaren-Mercedes      | 1:25,138               | 1:24,642               | 1:23,954               | 7       |
| 9                    | 18 | Lance Stroll       | Aston Martin-Mercedes | 1:25,511               | 1:24,601               | 1:24,305               | 8       |
| 10                   | 22 | Yūki Tsunoda       | AlphaTauri-Honda      | 1:25,409               | 1:24,054               | 1:24,368               | 9       |
| 11                   | 5  | Sebastian Vettel   | Aston Martin-Mercedes | 1:25,787               | 1:24,795               |                        | 10      |
| 12                   | 31 | Esteban Ocon       | Alpine-Renault        | 1:25,422               | 1:24,842               |                        | 12      |
| 13                   | 63 | George Russell     | Williams-Mercedes     | 1:25,417               | 1:25,007               |                        | 13      |
| 14                   | 47 | Mick Schumacher    | Haas-Ferrari          | 1:25,555               | 1:25,200               |                        | 14      |
| 15                   | 55 | Carlos Sainz Jr.   | Ferrari               | 1:25,177               | —                      |                        | 19      |
| 16                   | 3  | Daniel Ricciardo   | McLaren-Mercedes      | 1:25,881               |                        |                        | 20      |
| 17                   | 6  | Nicholas Latifi    | Williams-Mercedes     | 1:26,086               |                        |                        | 15      |
| 18                   | 99 | Antonio Giovinazzi | Alfa Romeo-Ferrari    | 1:26,430               |                        |                        | 16      |
| 19                   | 7  | Kimi Räikkönen     | Alfa Romeo-Ferrari    | 1:27,525               |                        |                        | 17      |
| 20                   | 9  | Nikita Mazepin     | Haas-Ferrari          | 1:28,449               |                        |                        | 18      |
| 107% czasu: 1:30,505 |    |                    |                       |                        |                        |                        |         |
| Źródło: FIA          |    |                    |                       |                        |                        |                        |         |

Uwagi
1. ↑  Lewis Hamilton otrzymał karę cofnięcia o 10 pozycji za przekroczenie regulanimowego limitu silników spalinowych[6].
2. ↑  Carlos Sainz Jr. otrzymał karę cofnięcia na koniec stawki za wymianę elementów jednostki napędowej ponad regulaminowy limit[7].
3. ↑  Daniel Ricciardo otrzymał karę cofnięcia na koniec stawki za wymianę elementów jednostki napędowej ponad regulaminowy limit[8].

### Wyścig
| P           | Nr | Kierowca           | Konstruktor           | Okr. | Czas         | Start | +/–       | Punkty |
| ----------- | -- | ------------------ | --------------------- | ---- | ------------ | ----- | --------- | ------ |
| 1           | 77 | Valtteri Bottas    | Mercedes              | 58   | 1:31:04,103  | 1     | Bez zmian | 25+1   |
| 2           | 33 | Max Verstappen     | Red Bull Racing-Honda | 58   | +14,584      | 2     | Bez zmian | 18     |
| 3           | 11 | Sergio Pérez       | Red Bull Racing-Honda | 58   | +33,741      | 6     | 3         | 15     |
| 4           | 16 | Charles Leclerc    | Ferrari               | 58   | +37,814      | 3     | 1         | 12     |
| 5           | 44 | Lewis Hamilton     | Mercedes              | 58   | +41,812      | 11    | 6         | 10     |
| 6           | 10 | Pierre Gasly       | AlphaTauri-Honda      | 58   | +44,292      | 4     | 2         | 8      |
| 7           | 4  | Lando Norris       | McLaren-Mercedes      | 58   | +47,213      | 7     | Bez zmian | 6      |
| 8           | 55 | Carlos Sainz Jr.   | Ferrari               | 58   | +51,526      | 19    | 11        | 4      |
| 9           | 18 | Lance Stroll       | Aston Martin-Mercedes | 58   | +1:22,018    | 8     | 1         | 2      |
| 10          | 31 | Esteban Ocon       | Alpine-Renault        | 57   | +1 okrążenie | 12    | 2         | 1      |
| 11          | 99 | Antonio Giovinazzi | Alfa Romeo-Ferrari    | 57   | +1 okrążenie | 16    | 5         |        |
| 12          | 7  | Kimi Räikkönen     | Alfa Romeo-Ferrari    | 57   | +1 okrążenie | 17    | 5         |        |
| 13          | 3  | Daniel Ricciardo   | McLaren-Mercedes      | 57   | +1 okrążenie | 20    | 7         |        |
| 14          | 22 | Yūki Tsunoda       | AlphaTauri-Honda      | 57   | +1 okrążenie | 9     | 5         |        |
| 15          | 63 | George Russell     | Williams-Mercedes     | 57   | +1 okrążenie | 13    | 2         |        |
| 16          | 14 | Fernando Alonso    | Alpine-Renault        | 57   | +1 okrążenie | 5     | 11        |        |
| 17          | 6  | Nicholas Latifi    | Williams-Mercedes     | 57   | +1 okrążenie | 15    | 2         |        |
| 18          | 5  | Sebastian Vettel   | Aston Martin-Mercedes | 57   | +1 okrążenie | 10    | 8         |        |
| 19          | 47 | Mick Schumacher    | Haas-Ferrari          | 57   | +1 okrążenie | 14    | 5         |        |
| 20          | 9  | Nikita Mazepin     | Haas-Ferrari          | 56   | +2 okrążenia | 18    | 2         |        |
| Źródło: FIA |    |                    |                       |      |              |       |           |        |

Uwagi
1. ↑  Dodatkowy 1 punkt jest przyznawany kierowcy, który ustanowił najszybsze okrążenie w wyścigu, pod warunkiem, że ukończył wyścig w pierwszej 10.

### Najszybsze okrążenie
| Nr          | Kierowca        | Konstruktor | Czas     | Okr. |
| ----------- | --------------- | ----------- | -------- | ---- |
| 77          | Valtteri Bottas | Mercedes    | 1:30,432 | 58   |
| Źródło: FIA |                 |             |          |      |

### Prowadzenie w wyścigu
| Nr                              | Kierowca        | Konstruktor | Okrążenia   | Suma |
| ------------------------------- | --------------- | ----------- | ----------- | ---- |
| 77                              | Valtteri Bottas | Mercedes    | 1–37, 47–58 | 49   |
| 16                              | Charles Leclerc | Ferrari     | 38–46       | 9    |
| \| Wykres \| \| ------ \| \| \| |                 |             |             |      |
| Źródło: FIA                     |                 |             |             |      |
| Wykres                          |                 |             |             |      |
|                                 |                 |             |             |      |

## Klasyfikacja po wyścigu

### Kierowcy
Źródło: FIA
| P  | +/− | Kierowca           | Starty | Punkty | P1 | P2 | P3 | PP | NO | NS |
| -- | --- | ------------------ | ------ | ------ | -- | -- | -- | -- | -- | -- |
| 1  | +1  | Max Verstappen     | 16     | 262,5  | 7  | 5  | –  | 7  | 4  | 2  |
| 2  | −1  | Lewis Hamilton     | 16     | 256,5  | 5  | 5  | 1  | 3  | 4  | 1  |
| 3  | 0   | Valtteri Bottas    | 16     | 177    | 1  | 1  | 7  | 2  | 3  | 3  |
| 4  | 0   | Lando Norris       | 16     | 145    | –  | 1  | 3  | 1  | 1  | 1  |
| 5  | 0   | Sergio Pérez       | 16     | 135    | 1  | –  | 2  | –  | 1  | 1  |
| 6  | 0   | Carlos Sainz Jr.   | 16     | 116,5  | –  | 1  | 2  | –  | –  | –  |
| 7  | 0   | Charles Leclerc    | 16     | 116    | –  | 1  | –  | 2  | –  | 2  |
| 8  | 0   | Daniel Ricciardo   | 16     | 95     | 1  | –  | –  | –  | 1  | –  |
| 9  | 0   | Pierre Gasly       | 16     | 74     | –  | –  | 1  | –  | 1  | 2  |
| 10 | 0   | Fernando Alonso    | 16     | 58     | –  | –  | –  | –  | –  | 1  |
| 11 | 0   | Esteban Ocon       | 16     | 46     | 1  | –  | –  | –  | –  | 2  |
| 12 | 0   | Sebastian Vettel   | 16     | 35     | –  | 1  | –  | –  | –  | 2  |
| 13 | 0   | Lance Stroll       | 16     | 26     | –  | –  | –  | –  | –  | 2  |
| 14 | 0   | Yūki Tsunoda       | 16     | 18     | –  | –  | –  | –  | –  | 3  |
| 15 | 0   | George Russell     | 16     | 16     | –  | 1  | –  | –  | –  | 2  |
| 16 | 0   | Nicholas Latifi    | 16     | 7      | –  | –  | –  | –  | –  | 1  |
| 17 | 0   | Kimi Räikkönen     | 14     | 6      | –  | –  | –  | –  | –  | 1  |
| 18 | 0   | Antonio Giovinazzi | 16     | 1      | –  | –  | –  | –  | –  | –  |
| 19 | 0   | Mick Schumacher    | 16     | 0      | –  | –  | –  | –  | –  | 1  |
| 20 | 0   | Robert Kubica      | 2      | 0      | –  | –  | –  | –  | –  | –  |
| 21 | 0   | Nikita Mazepin     | 16     | 0      | –  | –  | –  | –  | –  | 4  |
| P  | +/− | Kierowca           | Starty | Punkty | P1 | P2 | P3 | PP | NO | NS |

### Konstruktorzy
Źródło: FIA
| P  | +/− | Konstruktor               | Starty | Punkty | P1 | P2 | P3 | PP | NO | NS |
| -- | --- | ------------------------- | ------ | ------ | -- | -- | -- | -- | -- | -- |
| 1  | 0   | Mercedes                  | 32     | 433,5  | 6  | 6  | 8  | 5  | 7  | 4  |
| 2  | 0   | Red Bull Racing-Honda     | 32     | 397,5  | 8  | 5  | 2  | 8  | 5  | 3  |
| 3  | 0   | McLaren-Mercedes          | 32     | 240    | 1  | 1  | 3  | 1  | 2  | 1  |
| 4  | 0   | Ferrari                   | 32     | 232,5  | –  | 2  | 2  | 2  | –  | 2  |
| 5  | 0   | Alpine-Renault            | 32     | 104    | 1  | –  | –  | –  | –  | 3  |
| 6  | 0   | Scuderia AlphaTauri-Honda | 32     | 92     | –  | –  | 1  | –  | 1  | 5  |
| 7  | 0   | Aston Martin-Mercedes     | 32     | 61     | –  | 1  | –  | –  | –  | 4  |
| 8  | 0   | Williams-Mercedes         | 32     | 23     | –  | 1  | –  | –  | –  | 3  |
| 9  | 0   | Alfa Romeo Racing-Ferrari | 32     | 7      | –  | –  | –  | –  | –  | 1  |
| 10 | 0   | Haas-Ferrari              | 32     | 0      | –  | –  | –  | –  | –  | 5  |
| P  | +/− | Konstruktor               | Starty | Punkty | P1 | P2 | P3 | PP | NO | NS |